# Krakowskie Centrum Komunikacyjne

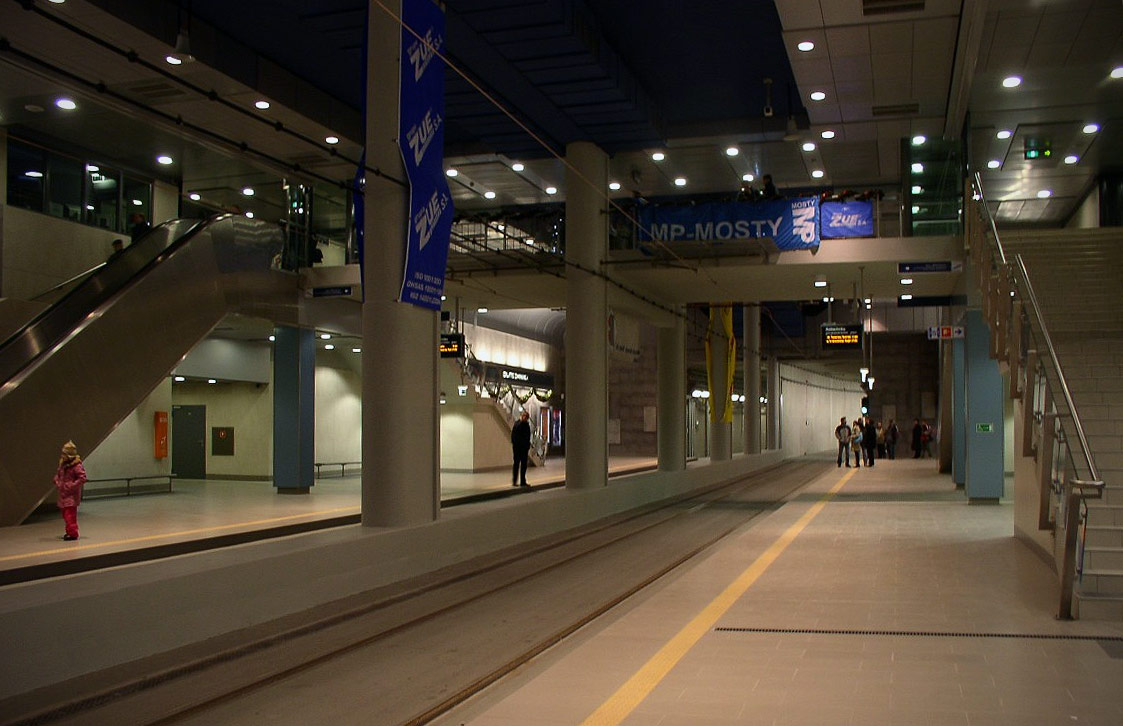
Haltestelle Politechnika im Tunnel der Stadtbahn unter dem Hauptbahnhof

Krakowskie Centrum Komunikacyjne (KCK) – zu deutsch: Krakauer Kommunikationszentrum ist eine 2003 bis 2014 durchgeführte Infrastrukturinvestition zur Schaffung eines zentralen Verkehrsknotenpunkts in der polnischen Stadt Krakau. Zum KCK gehören:
- das denkmalgeschützte Gebäude des alten Krakauer Hauptbahnhofs von 1847
- der Krakauer ZOB von 2005
- das Parkhaus auf dem Dach des Hauptbahnhofs und der Galeria Krakowska von 2005, ehemaliges ZOB-Gelände
- die Verkehrsader ulica Wita Stwosza, umgebaut 2004
- die Verkehrsadern ulica Pawia und ulica Lubicz, umgebaut 2006
- der Straßentunnel unter dem Hauptbahnhof von 2007
- der Tunnel der Stadtbahn Krakau unter dem Hauptbahnhof mit zwei unterirdischen Haltestellen von 2008
- der neue unterirdische Krakauer Hauptbahnhof von 2014